# 长崎美柚
長崎美柚（2002年6月15日—），日本女子乒乓球运动员，2018年世界乒乓球团体锦标赛女子团体银牌得主、2022年世界乒乓球团体锦标赛女子团体银牌得主、2023年世界乒乓球锦标赛女子双打铜牌得主。